# Île de Montréal
Île de Montréal (Wyspa Montrealu, Wyspa Montreal, ang. Island of Montreal) – wyspa rzeczna na południowym zachodzie kanadyjskiej prowincji Quebec. Leży na Rzece Świętego Wawrzyńca, przy ujściu do niej rzeki Ottawy. Jest największą wyspą archipelagu Archipel d’Hochelaga. Leży na niej drugie co do wielkości miasto Kanady, Montreal oraz 14 innych miast tworzących razem wielką aglomerację. Z liczbą ludności przekraczającą 1,8 mln jest to najludniejsza wyspa Kanady oraz najludniejsza wyspa słodkowodna (rzeczna lub jeziorna) świata. Mieszka tutaj prawie jedna czwarta ludności Quebecu.

## Geografia
Wyspa ma długość ok. 50 km, szerokość 16 km i ma kształt bumerangu (jeden jej kraniec skierowany jest na zachód, a drugi na północ). Długość linii brzegowej wynosi 266,6 km. Najwyższym punktem wyspy jest położony na wysokości 233 m szczyt wzgórza Mont Royal, będącego najbardziej na zachód położonym ze wzgórz Collines Montérégiennes.
Na południowy zachód od wyspy Rzeka Świętego Wawrzyńca poszerza się tworząc jezioro Saint-Louis, zwęża się tworząc katarakty Lachine i rozszerza tworząc Bassin de La Prairie, po czym znowu staje się Rzeka Świętego Wawrzyńca i płynie na północny wschód w kierunku miasta Quebec.
Płynąca z północnego zachodu Ottawa przekształca się w jezioro Lac des Deux Montagnes, który poprzez dwie wąskie rzeczne ramiona łączy się z jeziorem Saint-Louis i Rzeką Świętego Wawrzyńca. Kolejna rzeka wypływająca z Lac des Deux Montagnes, Rivière des Prairies, płynie wzdłuż północnego brzegu wyspy i przy jej północno-wschodnim krańcu wpada do Rzeki Świętego Wawrzyńca; Rivière des Prairies oddziela tym samym wyspę Jésus i miasto Laval od Île de Montréal.

## Etymologia
W roku 1535 francuski odkrywca Jacques Cartier nadał odkrytemu na wyspie wzgórzu nazwę Mont Royal. Sama wyspa pozostawała wtedy jeszcze nienazwana. Samuel de Champlain określił ją w 1616 roku na swojej mapie jako „Isle de Vilmenon” („isle” to ówczesna pisownia słowa „île”), na cześć Sieura de Vilmenon, udzielającego mu poparcia dworzaninowi króla Ludwika XIII.
Jednak w 1632 roku Champlain nazwał wyspę na innej mapie Isle de Mont-real. Nazwa ta została zapożyczona od pobliskiej góry, a różnica między pisownią (Royal/-réal) jest efektem wówczas innej niż dziś wymowy. Określenie to stało się na tyle popularne, że nazwano nim w drugiej połowie XVIII miasta u stóp wzgórza Mont Royal, które pierwotnie nazywano „Ville-Marie” (zachowało się to w nazwie dzielnicy).
W języku Indian Mohawk wyspa nazywa się Tiohtià:ke Tsi, a w języku Algonkinów Moniang.

## Podział administracyjny
Île de Montréal i kilka mniejszych pobliskich wysp (Bizard, Sainte-Hélène, Notre-Dame i Île des Sœurs należące do miasta Montreal oraz będąca samodzielnym miastem wyspa Dorval) tworzą razem region i MRC Montreal (oba o identycznych granicach). Podzielone są one na 16 gmin, z czego 15 znajduje się całkowicie lub częściowo na Île de Montréal (całkowicie poza nią jest tylko wspomniana L’Île-Dorval).
Piętnaście gmin na Île de Montréal:
- Baie-D’Urfé
- Beaconsfield
- Côte-Saint-Luc
- Dollard-Des Ormeaux
- Dorval
- Hampstead
- Kirkland
- Mont-Royal
- Montreal
- Montréal-Est
- Montréal-Ouest
- Pointe-Claire
- Sainte-Anne-de-Bellevue
- Senneville
- Westmount